# Crépy (Aisne)
Crépy és un municipi francès situat al departament de l'Aisne i a la regió dels Alts de França. L'any 2007 tenia 1.832 habitants.

## Demografia

### Població
El 2007 la població de fet de Crépy era de 1.832 persones. Hi havia 664 famílies de les quals 144 eren unipersonals (68 homes vivint sols i 76 dones vivint soles), 184 parelles sense fills, 272 parelles amb fills i 64 famílies monoparentals amb fills.
La població ha evolucionat segons el següent gràfic:
Habitants censats

### Habitatges
El 2007 hi havia 725 habitatges, 672 eren l'habitatge principal de la família, 13 eren segones residències i 40 estaven desocupats. 687 eren cases i 36 eren apartaments. Dels 672 habitatges principals, 461 estaven ocupats pels seus propietaris, 197 estaven llogats i ocupats pels llogaters i 14 estaven cedits a títol gratuït; 4 tenien una cambra, 32 en tenien dues, 113 en tenien tres, 167 en tenien quatre i 356 en tenien cinc o més. 474 habitatges disposaven pel capbaix d'una plaça de pàrquing. A 327 habitatges hi havia un automòbil i a 283 n'hi havia dos o més.

### Piràmide de població
La piràmide de població per edats i sexe el 2009 era:
| Homes | Edats   | Dones |
| ----- | ------- | ----- |
| 0     | 95 o +  | 0     |
| 4     | 90 a 94 | 20    |
| 4     | 85 a 89 | 32    |
| 4     | 80 a 84 | 20    |
| 20    | 75 a 79 | 28    |
| 36    | 70 a 74 | 44    |
| 40    | 65 a 69 | 28    |
| 16    | 60 a 64 | 24    |
| 56    | 55 a 59 | 36    |
| 56    | 50 a 54 | 68    |
| 44    | 45 a 49 | 52    |
| 32    | 40 a 44 | 36    |
| 96    | 35 a 39 | 60    |
| 76    | 30 a 34 | 80    |
| 60    | 25 a 29 | 56    |
| 52    | 20 a 24 | 36    |
| 44    | 15 a 19 | 60    |
| 48    | 10 a 14 | 64    |
| 72    | 5 a 9   | 76    |
| 44    | 0 a 4   | 64    |

## Economia
El 2007 la població en edat de treballar era de 1.157 persones, 855 eren actives i 302 eren inactives. De les 855 persones actives 758 estaven ocupades (415 homes i 343 dones) i 97 estaven aturades (35 homes i 62 dones). De les 302 persones inactives 103 estaven jubilades, 93 estaven estudiant i 106 estaven classificades com a «altres inactius».

### Ingressos
El 2009 a Crépy hi havia 703 unitats fiscals que integraven 1.913,5 persones, la mediana anual d'ingressos fiscals per persona era de 16.220 €.

### Activitats econòmiques
Dels 48 establiments que hi havia el 2007, 1 era d'una empresa extractiva, 3 d'empreses alimentàries, 3 d'empreses de fabricació d'altres productes industrials, 11 d'empreses de construcció, 5 d'empreses de comerç i reparació d'automòbils, 3 d'empreses de transport, 3 d'empreses d'hostatgeria i restauració, 1 d'una empresa financera, 2 d'empreses immobiliàries, 2 d'empreses de serveis, 10 d'entitats de l'administració pública i 4 d'empreses classificades com a «altres activitats de serveis».
Dels 17 establiments de servei als particulars que hi havia el 2009, 1 era una oficina de correu, 2 tallers de reparació d'automòbils i de material agrícola, 3 paletes, 1 guixaire pintor, 2 fusteries, 1 lampisteria, 1 electricista, 1 empresa de construcció, 2 perruqueries, 2 restaurants i 1 agència immobiliària.
Dels 3 establiments comercials que hi havia el 2009, 2 eren fleques i 1 una fleca.
L'any 2000 a Crépy hi havia 9 explotacions agrícoles.

## Equipaments sanitaris i escolars
El 2009 hi havia 1 farmàcia i 1 ambulància.
El 2009 hi havia una escola elemental.

## Poblacions més properes
El següent diagrama mostra les poblacions més properes.